# Wykładnia porównawcza
Jeżeli edytujesz kod źródłowy, to aby uzyskać taki efekt: teoria, elektronem, Witolda Gombrowicza – twórz linki według składni: [[teoria]], [[elektron]]em, [[Witold Gombrowicz|Witolda Gombrowicza]].

Wykładnia porównawcza (komparatystyczna, prawnoporównawcza) - poszukuje właściwego znaczenia danego tekstu prawnego w znaczeniu/znaczeniach, jakie mają podobne teksty prawne (odnoszące się do podobnych zagadnień, rodzajów problemów lub instytucji prawnych). Nazwa pochodzi od łacińskiego comparare, które oznacza "porównać".
Wykorzystywane na jej użytek teksty prawne mogą pochodzić:
- z tej samej dziedziny, jak i innej dziedziny (gałęzi prawa)
- tej samej, jak i innej jurysdykcji (części składowej federacji)
- tego samego, jak i innego systemu prawa (porządku prawnego)[1].

Porównanie może się tu też odbywać zarówno do tekstów prawnych, jakie nadal obowiązują, jak i tekstów prawnych, jakie straciły swoją moc obowiązującą.
Wykładnia komparatystyczna zyskuje na znaczeniu zwłaszcza wtedy, gdy miało miejsce przyjęcie w jakimś zakresie prawa, jakie obowiązuje obecnie za granicą lub w innej jurysdykcji lub jakie obowiązywało w dalekiej przeszłości (tzw. recepcja prawa), albo gdy ustanawiając jakąś regulację prawną, wyraźnie wzorowano się na rozwiązaniach (regulacjach), jakie funkcjonują gdzie indziej. Wynika  to z tego, że można założyć, że „zapożyczając” obce prawo, znajdujące się w nim rozwiązania, instytucje, regulacje, chciano przyjąć je w takim kształcie, w jakim ono istniało/istnieje (było rozumiane/jest rozumiane) tam, skąd je „pobrano”.